# Helmut Zeiner
Helmut Zeiner (* 8. Februar 1987) ist ein ehemaliger österreichischer Fußballspieler.

## Karriere
Zeiner begann seine Karriere bei der SV Schwechat. 1995 wechselte er zum FC Admira/Wacker, der sich 1996 in SCN Admira/Wacker umbenannte. Zur Saison 1997/98 wechselte er in die Jugend des FK Austria Wien. Nach sechs Jahren in der Jugend der Austria wechselte er im Sommer 2003 in die Jugend des Stadtrivalen SK Rapid Wien, in der er bis 2006 spielte.
Im August 2005 debütierte er für die Amateure von Rapid in der Wiener Stadtliga, als er am zweiten Spieltag der Saison 2005/06 gegen den SV Wienerberger in der 80. Minute für Ümit Korkmaz eingewechselt wurde. Seinen ersten Treffer in der vierthöchsten Spielklasse erzielte er im Juni 2006 bei einem 3:2-Sieg gegen den DSV Fortuna 05. Zu Saisonende konnte er mit Rapid II in die Regionalliga aufsteigen.
Nach dem Aufstieg wechselte Zeiner zur Saison 2006/07 zum Regionalligisten SC Ritzing. Sein Debüt in der Regionalliga gab er im August 2006, als er am ersten Spieltag jener Saison gegen die Amateure des VfB Admira Wacker Mödling in der Startelf stand und in der 81. Minute durch Mario Seckel ersetzt wurde. In jenem Spiel erzielte er zudem den Treffer zum 2:0-Endstand für die Burgenländer. Bis Saisonende kam er in jedem Regionalligaspiel von Ritzing zum Einsatz und erzielte dabei vier Tore. Zu Saisonende musste er mit dem Verein als Tabellenletzter jedoch aus der Regionalliga absteigen.
Daraufhin schloss er sich zur Saison 2007/08 dem Regionalligisten SC Eisenstadt an. In seinem halben Jahr in der burgenländischen Landeshauptstadt kam er insgesamt zu 14 Einsätzen in der Regionalliga. In der Winterpause jener Saison verließ er Eisenstadt und wechselte zum Zweitligisten SC Austria Lustenau. Im April 2008 debütierte er für Lustenau in der zweiten Liga, als er am 26. Spieltag jener Saison gegen den FC Kärnten in der 85. Minute für Martin Dorner eingewechselt wurde. Bis Saisonende kam er zu zwei Einsätzen für die Profis von Lustenau in der zweithöchsten Spielklasse, zudem absolvierte er zehn Spiele für die Amateure des Vereins in der Vorarlbergliga.
Nach einem halben Jahr bei Lustenau wechselte er zur Saison 2008/09 zum Regionalligisten SC Zwettl. Für Zwettl kam er in neun Regionalligaspielen zum Einsatz, in denen er zwei Tore erzielen konnte. Nach einer halben Saison bei Zwettl schloss er sich im Jänner 2009 dem viertklassigen FC Mistelbach an. Für Mistelbach kam er in 14 Spielen in der Landesliga zum Einsatz und erzielte dabei zwei Tore. Zur Saison 2009/10 wechselte er zum fünftklassigen ASK Schwadorf. Nach einem halben Jahr bei Schwadorf wechselte er im Jänner 2010 zum Regionalligisten Floridsdorfer AC. Für die Wiener kam er bis Saisonende zu zwölf torlosen Einsätzen in der Regionalliga Ost.
Zur Saison 2010/11 schloss Zeiner sich dem viertklassigen ASC Götzendorf an. In seinen eineinhalb Jahren bei Götzendorf absolvierte er insgesamt 45 Spiele in der vierthöchsten Spielklasse, in denen er neun Tore erzielen konnte. Zudem erreichte er mit dem Verein in der Saison 2011/12 nach einem Sieg gegen den Zweitligisten SKN St. Pölten im ÖFB-Cup die zweite Runde, in der man mit einer 3:2-Niederlage am Bundesligisten SV Ried scheiterte. Zeiner konnte in jenem Spiel den Treffer zur zwischenzeitlichen 1:0-Führung für den Landesligisten erzielen.
Im Jänner 2012 kehrte er zum inzwischen viertklassigen ASK Schwadorf zurück. Für Schwadorf kam er bis Saisonende in 14 Spielen zum Einsatz, in denen er drei Treffer erzielte. Zur Saison 2012/13 wechselte Zeiner zum siebtklassigen ASK Marienthal. Im Sommer 2013 wechselte er eine Liga tiefer zum achtklassigen SV Mitterndorf, mit dem er in jener Saison Meister der 2. Klasse Ost/Mitte werden konnte und somit in die 1. Klasse aufsteigen konnte. Im Jänner 2015 wechselte er für ein halbes Jahr zum viertklassigen ASV Spratzern, für den er sechs Spiele in der Landesliga absolvieren sollte. Zur Saison 2015/16 schloss er sich dem sechstklassigen ASK Mannersdorf an. Mit Mannersdorf konnte er zu Saisonende Meister der Gebietsliga Süd/Südost und somit in die 2. Landesliga aufsteigen.
Nach dem Aufstieg schloss er sich im Sommer 2016 dem siebtklassigen SC Himberg an. Im Herbst 2017 fungierte Zeiner kurzzeitig als Spielertrainer von Himberg, ehe er von Patrick Fürst abgelöst wurde. Während der Saison 2021/22 beendet er nach 113 Ligaeinsätzen und 38 -tore für Himberg seine aktive Karriere. 2023 trat er kurzzeitig für eine halbe Spielzeit als Co-Trainer der U-17-Mannschaft des SC Himberg in Erscheinung. Zeiner ist seit Oktober 2022 im Besitz der ÖFB-D-Trainerlizenz sowie seit August 2023 der UEFA-C-Lizenz.

## Persönliches
Zeiner hat zwei Brüder. Sein Bruder Michael (* 1991) war als Fußballspieler für diverse Vereine in der Regionalliga aktiv und spielte am Anfang sowie am Ende der Karriere an der Seite seines älteren Bruders.
Sein gleichnamiger Vater, besser bekannt als Slim Heli, ist ein bekannter Tätowierer (unter anderem von Profisportlern).